# Lista odcinków serialu Jerycho
Poniżej znajduje się lista odcinków serialu Jerycho emitowanego przez CBS w latach 2006–2008.

## Podsumowanie
| Seria | Seria               | Liczba odcinków | Czas emisji                    | DVD                 |
| ----- | ------------------- | --------------- | ------------------------------ | ------------------- |
|       | Sezon 1 (2006-2007) | 22              | 20 września 2006 – 9 maja 2007 | 2 października 2007 |
|       | Sezon 2 (2008)      | 7               | 12 lutego 2008 – 25 marca 2008 | 17 czerwca 2008     |

### Sezon 1 (2006-2007)
| 1 | Pilot                    | 20 września 2006     |
| Jake Green wraca po 5 latach do rodzinnego Jericho po pieniądze dziadka i zaraz ma w planach wyjazd do San Diego. W międzyczasie, w oddali, ze strony Denver, widać wielki grzyb atomowy. W mieście zaczyna być niespokojnie, nikt nie wie co się stało, wszyscy martwią się o wycieczkę szkolną, która nie zdążyła wrócić do miasta. Nad sytuacją stara się panować burmistrz Johnston Green, ojciec Jake'a. Okazuje się, że bomba wybuchła także w Atlancie, a może i w innych miastach. Jake zderza się z innym samochodem, jednak wychodzi z wypadku żywy, pomaga wycieczce szkolnej w powrocie do miasta. |                          |                      |
| 2 | Fallout                  | 28 września 2006     |
| Nad miasto zbliża się radioaktywna chmura. Wszyscy mieszkańcy mają schować się w piwnicach lub dwóch schronach – pod ratuszem i pod szpitalem. Okazuje się, że schron pod szpitalem nie nadaje się do użytku, więc Jake przenosi wszystkich stamtąd do kopalni soli. W międzyczasie Emily spotyka dwóch zbiegów przebranych za policjantów. Jedzie z nimi po benzynę na farmę Richmondów, gdzie odkrywa ich tożsamość. Wzywa pomoc przez radio, słyszy to Jake i śpieszy z pomocą. Po dotarciu na miejsce ratuje Emily i Bonnie Richmond oraz 2 uwięzionych policjantów. Po zastrzeleniu przez Emily jednego ze zbiegów, w ostatniej chwili zamykają się w schronie burzowym. |                          |                      |
| 3 | Four Horsemen            | 4 października 2006  |
| Do schronu przyjeżdża Stanley – brat Bonnie, cały przemoczony. Informuje Jake'a o tym, że na drodze widział 5 czołgów, jednak nie rozpoznał do kogo mogły należeć. Deszcz ustaje, ludzie wychodzą ze schronów. Okazuje się, że Stanley mimo zamoknięcia nie został skażony. Jake zarządza żeby kilka osób pojechało w 4 różne strony i spróbowało zdobyć jakieś informacje (Gray nazywa ich żartobliwie Czterej Jeźdźcy Apokalipsy). W drodze do Witchita, Jake znajduje na autostradzie opuszczony samolot oraz wrak rozbitego innego samolotu. Wyciąga z niego "czarną skrzynkę" i wiezie do domu w celu odsłuchania. Dowiaduje się z niej, że pasażerowie żyją i że w czasie eksplozji w powietrzu było wiele samolotów, które nie miały gdzie wylądować. Na końcu odcinka Dale znajduje zagubiony pociąg z dostawą towaru do sklepu Grace. |                          |                      |
| 4 | Walls of Jericho         | 11 października 2006 |
| W aptece Jake znajduje człowieka umierającego na chorobę popromienną, zostaje on zawieziony do szpitala. W domu Hawkins uczy swoją rodzinę ich nowej tożsamości. W szpitalu i barze kończy się paliwo do generatorów. Eric próbuje zdobyć paliwo od mieszkańców, Jake wpada na pomysł aby wypompować je ze zbiorników na stacji benzynowej. Od znalezionego chorego dowiadują się, że za miastem jest jeszcze 20 innych osób, jednak gdy do nich dociera ratunek, wszyscy uciekinierzy z Denver już nie żyją. |                          |                      |
| 5 | Federal Response         | 18 października 2006 |
| W mieście zostaje przywrócony prąd. W całym mieście zaczynają dzwonić telefony, w których odzywa się powtarzająca się wiadomość od Sekretarza Bezpieczeństwa Krajowego, aby zachować spokój i pozostać w mieście. W telewizji bez przerwy wyświetlany jest komunikat EMERGENCY ALERT SYSTEM PLEASE STAND BY. Z powodu przeciążenia w sieci elektrycznej w bibliotece wybucha pożar, chwilę później także w południowej części miasta oraz w okolicy domu Erica. Jake przypadkiem odkrywa, że Hawkins coś kombinuje. Pożary zostają ugaszone, jednak domy Erica i Dale'a zostają doszczętnie spalone. Eric i April wprowadzają się do rodziców, a Dale'owi próbuje pomóc Skylar. Odcinek kończy się ujęciem 2 pocisków wzbijających się w powietrze gdzieś w okolicy Jericho. |                          |                      |
| 6 | 9:02                     | 25 października 2006 |
| Impuls elektromagnetyczny niszczy wszystkie urządzenia elektryczne. Jedynie laptop Hawkinsa, zaprojektowany na taką ewentualność, wychodzi z tego bez szwanku. Jake spotyka w barze starego przyjaciela Mitchella, który stał się jego wrogiem. Dochodzi między nimi do kłótni. Później, gdy Jake z matką zajmują się końmi na farmie, Mitchell kradnie konie i o mało nie tratuje Gail. Jake odnajduje jego kryjówkę, jednak Mitchell ucieka. W końcu Dale pokazuje, gdzie mógł się ukryć, i Jake wspólnie z Erikiem zamykają go w więzieniu. Kukurydza Stanleya zostaje zaatakowana przez szkodniki, Gracie chce wysokiej ceny za pestycydy. Urzędniczka rządowa Mimi postanawia mu pomóc i płaci chuliganom za kradzież pestycydów. Jednak uczciwy Stanley oddaje Gracie jej własność. Na końcu odcinka całe miasto przychodzi pomóc Stanleyowi w żniwach. |                          |                      |
| 7 | Long Live the Mayor      | 1 listopada 2006     |
| 'Kiedy mieszkańcy przygotowują się do Halloween, do miasteczka wraca Grey Anderson, który był na wyprawie po jakiekolwiek informacje, na temat sytuacji USA. Wraca z niezbyt optymistycznymi wiadomościami. Waszyngton, jak i prawie wszystkie największe miasta USA został zniszczony. Z większych miast, nadal istnieje tylko Nowy Jork, którego policja znalazła vany z bombami atomowymi, kilka minut przed planowanym wybuchem. W międzyczasie do miasteczka przyjeżdża Jonah Prowse, który kiedyś przyjaźnił się Jakem. Jest przywódcą grupy facetów o ciemnej przeszłości, prowadzących nieczyste interesy za miastem. Okazuje się, że Jonah jest także ojcem Emily. Jonah mówi, że chce wpłacić kaucje za Mitchella, który nadal siedzi w więzieniu za kradzież koni Greenów. Umowa staje na tym, że Mitchell wyjdzie z więzienia, ale w zamian za jedzenie, które ukradł z pociągu i gdzieś ukrył oraz obietnicę, że żaden z ludzi Jonah nie zbliży się do miasteczka. Lecz kiedy rada miasteczka nie zgadza się na warunki, jakie wynegocjował Jake, Johan wysyła dwóch ludzi do Jericho, którzy wyciągają Mitcha z więzienia. W międzyczasie, kiedy mieszkańcy przygotowują halloweenowe dekoracje, Emily mówi Heather trochę więcej nt. jej byłego związku z Jakem. Kiedy Heather przyznaje, że czuje coś do Jake'a, Emily ostrzega ją, że jest wiele rzeczy o Jake'u, których ona nie wie. Stan burmistrza Greena jest coraz gorszy. Antybiotyki, które są dostępne w Jericho już na niego nie działają i April mówi, że jeśli w ciągu ok. 12 godzin nie dostanie innego antybiotyku – Cipro, burmistrz najprawdopodobniej umrze. Jake i Eric decydują się więc, że pojadą do Rogue River, gdzie znajduje się najbliższy duży szpital. |                          |                      |
| 8 | Rouge River              | 8 listopada 2006     |
| Gorączka u burmistrza nie ustępuje. April daje mu 12 godziny jeśli nie otrzyma odpowiedniego leku. Jake i Eric jadą do Rogue River aby tam zdobyć potrzebny antybiotyk. Miasto jest opuszczone. FEMA przeniosła ludzi do obozowiska ze względu na skażenie wód opadem radioaktywnym. W szpitalu znajdują wielu zastrzelonych pacjentów, lekarza i jednego rannego najemnika z oddziałów Ravenwood, który opowiada im co się stało. Gdy Jack i Eric chcą odjechać, pod szpital zajeżdża oddział Ravenwood i zaczyna się walka. Do domu Hawkinsa przychodzi Gray z policją, aby dowiedzieć się, kim naprawdę jest nowy mieszkaniec Jericho. Wychodzi na jaw, że Hawkins jest tajnym agentem rządowym, który wiedział, że dojdzie do zamachów. |                          |                      |
| 9 | Crossroads               | 14 listopada 2006    |
| Do Jericho przyjeżdża oddział Ravenwood żeby ograbić miasto, jednak zostaje zatrzymany przez blokadę na moście. Dowódca daje mieszkańcom 4 godziny na wycofanie się. Gray i Hawkins postanawiają zburzyć most, żeby tamci się nie przedostali. Eric nie chce się na to zgodzić i dostaje od chorego ojca polecenie, aby zrobił wszystko co może, by powstrzymać wysadzenie mostu. Po 4 godzinach Ravenwood wracają i znowu trafiają na blokadę i Jake'a podłączonego do materiałów wybuchowych. Pertraktują, w międzyczasie przyjeżdża Eric wraz z bandą Jonah. Dzięki temu Ravenwood wycofują się, jednak mieszkańcy nie mogą czuć się bezpieczni. W międzyczasie Emily przeżywa trudne chwile, ponieważ miała w ten dzień wziąć ślub ze swoim zaginionym narzeczonym. Heather stara się zająć jej jakoś czas, żeby się nie załamała. Eric wyznaje April, że kocha Mary. |                          |                      |
| 10 | Red Flag                 | 22 listopada 2006    |
| Jake, Stanley i paru mężczyzn z Jericho szkolą się do obrony w razie kolejnego najazdu Ravenwood. W pewnym momencie na niebie pojawiają się dwa myśliwce i dwa samoloty transportowe, które dokonują zrzutu zaopatrzenia dla miasta. Okazuje się, że żywność, medykamenty, benzynę oraz inne rzeczy są chińskiego pochodzenia a w każdym kartonie znajduje się ulotka o treści "Nie walczcie. Chiny są waszymi przyjaciółmi". Wywiązuje się dyskusja między burmistrzem, Jakiem, Grayem i Hawkinsem czy żywność nie jest zatruta. Na pole Stanleya spada generator prądu, który zabiera banda Jonah. Johnston Green zbiera ludzi aby go odzyskać. Gdy rozmowa z Jonah nie przynosi efektu, szykują się aby generator odebrać siłą. W tym samym czasie Emily wkrada się na teren Jonah i wykrada ciężarówkę na której znajduje się załadowany generator. Gracie w obecności burmistrza zrywa układ z Jonah. Na końcu odcinka zostaje zamordowana we własnym sklepie. |                          |                      |
| 11 | Vox Populi               | 29 listopada 2006    |
| Wszyscy w Jericho są wstrząśnięci morderstwem, które wydarzyło się po raz pierwszy od 30 lat. Na miejsce zbrodni przyjeżdża Mitchell i mówi wszystkim, że Gracie zabił Jonah. Grey postanawia go jak najszybciej złapać, natomiast burmistrz tłumaczy, aby zbyt wcześniej nie wydawać wyroku. Jonah chowa się w domu swojej córki, Emily. Jest ranny w rękę. Mówi, że zranił go Mitchell. Wieczorem postanawia uciec z miasta, ale łapią go ludzie Greya. Dzięki temu wygrywa on wybory na stanowisko burmistrza Jericho. Dale dowiaduje się, że Gracie zapisała mu sklep w testamencie. Przychodzi do niego Mitchell i grozi, że zrobi z nim to samo co z Gracie jeśli nie będzie mu oddawał połowy dziennego utargu. Dale opowiada o tym Greyowi jednak ten nie daje temu wiary. Do miasta docierają pasażerowie jednego w samolotów, które wylądowały na pustkowiu tuż po atakach. Jest wśród nich Roger, narzeczony Emily. Hawkins otrzymuje wiadomość, że ludzie, z którymi współpracuje przestali wierzyć w jego informacje i zamierzają wkrótce się z nim spotkać. Dale idzie do obozowiska Mitchella i do niego strzela. |                          |                      |
| 12 | The Day Before           | 21 lutego 2007       |
| W odcinku ukazane są retrospekcje sięgające 36 godzin przed wybuchem bomb. Robert Hawkins, mieszkający ze swoją dziewczyną Sarah, otrzymuje wiadomość o rozpoczęciu misji. Spotyka się z grupą mężczyzn, którym przydzielone zostają ciężarówki z bombami, a osoba organizująca to, mówi im, że to właśnie oni są osobami, które zmienią świat. Hawkins postanawia mimo rozkazów porwać swoją żoną Darcy i dzieci oraz wywieźć ich do Jericho mówiąc, że od teraz wszystko się zmieni, a on jedynie chce ich ochronić. Na miejscu okazuje się, że Robert miał rację. W międzyczasie, Jake Green próbuje znaleźć pracę, jednak jego przeszłość nie okazuje się w tym pomocna. W końcu, jego przyjaciel, proponuje mu dużą i dobrze płatną akcję dostarczenia ładunku dla Ravenwood. Jake odmawia przypominając mu, ile niewinnych ludzi musiało zginąć, kiedy ostatni raz przeprowadzali taką operację. Kiedy w końcu decydują się wyjechać, przyjaciel Jake'a zostaje postrzelony przez kogoś z Ravenwood. Wtedy Jake decyduje się pojechać do swojego rodzinnego miasteczka Jericho. W Jericho trwają przygotowania do wyborów burmistrza. Urzędujący burmistrz – Johnston Green jest namawiamy przez swoją żoną, aby wycofać się z tego wyścigu. Narzeczony Emily – Roger, namawia ją, aby przenieśli się do Chicago, gdzie dostał świetną propozycję pracy. Jednak Emily, która szczerze pragnie zostać w Jericho daje mu ultimatum – Chicago albo ona. Załamana sytuacją dostaje jednak wiadomość od Rogera, który oznajmia jej, że nie poszedł na rozmowę o pracę i jak najszybciej wraca do Jericho. Akcja odcinka powraca do 8 tygodni po wybuchach. Robert oznajmia Darcy, że musi coś zrobić, a ona ma zostać w domu i nikomu nie otwierać. Okazuje się też, że wśród ludzi, którzy przybyli do Jericho znajduje się nie tylko Roger, ale również Sarah. |                          |                      |
| 13 | Black Jack               | 28 lutego 2007       |
| W Jericho powoli kończą się zapasy oleju napędowego. Na spotkaniu mieszkańców, podczas którego wszyscy próbują wymyślić jakieś rozwiązanie, Heather wpada na pomysł zbudowania wiatraków mogących zapewnić prąd całemu miasteczku. Problemem jest jednak brak odpowiednich części. Jedynym rozwiązaniem jest podróż do wskazanego przez Rogera miejsca, zwanego Black Jack. Jest to strzeżony teren handlu, na którym można kupić, sprzedać lub wymienić najpotrzebniejsze towary. Na wyjazd tam decyduje się Jake, jego ojciec, Heather oraz Dale, który zadecydował, że nie sprzeda sklepu odziedziczonego po Gracie, a spróbuje go prowadzić. Black Jack okazuje się strasznym miejscem, w którym za najmniejsze przewinienie ludzie są wieszani, a zdobycie potrzebnych rzeczy jest zadaniem co najmniej karkołomnym. Heather wpada tam przypadkiem na swojego dawnego znajomego – Teda, który pomaga im znaleźć potrzebną część. Kiedy jednak Jake dobija interesu, Dale odkrywa na zapleczu makabryczne miejsce. Kiedy więc, Johnston oświadcza, że z takim człowiekiem nie będą prowadzić interesów, a w namiocie robi się zamieszanie, Dale wykorzystuje okazję i kradnie część do wiatraka. Nie uchodzi z nią jednak daleko, a Jake, Johnston, Heather i on zmuszeni są uciekać, w czym pomagają im znajomi Teda. Po szczęśliwej ucieczce, Heather decyduje się pojechać do Teda, gdzie będą próbować stworzyć potrzebne im części, aby Jericho mogło nadal cieszyć się prądem. W międzyczasie, Hawkins przyprowadza do domu Sarah, wraz z którą planują co zrobić z tajemniczym Starcem i informacjami, o których wiedzą. |                          |                      |
| 14 | Heart of Winter          | 7 marca 2007         |
| W Jericho kończą się zapasy paliwa oraz jedzenia, a nadchodząca zima coraz bardziej niepokoi mieszkańców. Jake, Stanley i Mimi wyruszają na polowanie, które jednak nie kończy się tak, jak to sobie zaplanowali. Czarny jeep taranuje ich samochód powodując wypadek, w którym Stanley skręca kostkę, a noga Jake'a jest zaklinowana pod samochodem. Dodatkowo, na miejsce wypadku wracają ludzie z tajemniczego jeepa, którzy kradną wszystko, co znajduje się w samochodzie Stanleya. Jedynym rozwiązaniem tej sytuacji jest wyprawa Mimi do Jericho. Po dramatycznych momentach, Mimi w końcu udaje się sprowadzić pomoc dla Jake'a. W międzyczasie Hawkins i Sarah wyruszają do Starca, gdzie zastają jego martwe ciało oraz zdemolowany dom. Hawkins zaczyna domyślać się, że wszystko, co zastali w domu Starca jest sfingowane; postanawia więc przenieść się ze swoją rodziną w bezpieczniejsze miejsce. |                          |                      |
| 15 | Semper Fidelis           | 14 marca 2007        |
| Do Jericha przybywa oddział Marines, który ogłasza zwycięstwo USA w wojnie. Początkowo ludzie są oszołomieni ze szczęścia, ale wkrótce okazuje się, że nie wszystko jest takie jakby się mogło wydawać. Podczas kolacji zorganizowanej z okazji przybycia Marines, Johnston odkrywa, że prawdziwi Marines zachowują się inaczej. Hawkins odkrywa korespondencję Sarah na temat zlokalizowania przesyłki, w której jest posiadaniu. Sarah grożąc rodzinie Hawkinsa zmusza go do sprowadzenia ukrytego przez niego ładunku, który okazuje się być głowicą atomową. Wywiązuje się strzelanina, w której Sarah zostaje zabita przez córkę Hawkinsa. Marines okazują się oszustami kradnącymi zapasy z miast znajdujących się na ich drodze, po zdemaskowaniu zostają wydaleni z Jericho. |                          |                      |
| 16 | Winter's End             | 28 marca 2007        |
| W szpitalu nagle mdleje April, która później zaczyna przedwcześnie rodzić dziecko. Na ratunek zostaje wezwany lekarz z Rouge River – Kenchy, który mimo okropnych warunków, a także braku przez pewien czas prądu, próbuje uratować April, gdyż jak się okazuje, dla dziecka nie ma już szans. Jednak mimo wysiłków, April umiera. Do Hawkinsa, który zaciera ślady po zabójstwie Sary, przychodzi Jimmy, który musi przeprowadzić rozmowy ze wszystkimi osobami, które przybyły do Jericho. Dowiedziawszy się o problemach Darcy i Roberta, udaje się do schroniska, w którym przebywa rodzina Hawkinsa, aby porozmawiać o Sarze, a także zaproponować im mieszkanie u siebie w domu. Dale i Skylar próbują odzyskać jedzenie, jakie winien im jest pewien mieszkaniec Jericho, z którym wcześniej Gracie zawarła umowę. Do Jericho przybywa w końcu wiatrak, który ma produkować energię potrzebną do zasilania miasteczka. Grey chce kupić ich więcej, gdyż jeden wiatrak niewiele zdziała, jednak cena, jaką ludzie z New Bern żądają za wiatraki jest bardzo wysoka. |                          |                      |
| 17 | One Man's Terrorist      | 4 kwietnia 2007      |
| Mieszkańcy Jericho dowiadują się o czołgu schowanym w stodole Stanleya i o tym że do miasta nie przybędą oddziały Marines. Ze względu na coraz mniejsze zapasy żywności burmistrz Grey postanawia, że wszyscy którzy przybyli do miasteczka po wybuchach, a nie mają tu rodziny muszą opuścić Jericho i udać się do obozu uchodźców. Sprzeciwia się temu Roger, który wdaje się z Greyem w szamotaninę, wskutek której burmistrz zostaje postrzelony. Roger barykaduje się w jego biurze i w zamian za wpuszczenie lekarza żąda zapewnienia, że wszyscy mogą pozostać w miasteczku. Tymczasem Hawkins podając się za Sarah umawia się z "kupcami" na przekazanie im bomby, jednakże wcale nie ma zamiaru przekazać im bomby i w umówione miejsce udaje się w całkowicie innym celu. Po informacjach usłyszanych w radiu Jimmy zaczyna mieć podejrzenia co do tożsamości Hawkinsa. |                          |                      |
| 18 | A.K.A                    | 11 kwietnia 2007     |
| Jimmy i Jake włamują się do domu Hawkinsa. To co tam znajdują zdaje się przeczyć jego zapewnieniom co do tego, że jest agentem FBI. Jake skuwa Hawkinsa i żąda wyjaśnień. Ten opowiada mu kim jest, dla kogo pracował, jak poznał Sarah i dlaczego przyjechał właśnie do Jericho. Aby ostatecznie potwierdzić, że nie kłamie, pokazuje Jake'owi ukrytą w szopie bombę. Mimi odkrywa, że Sean nocował u Bonnie, co staje się powodem kolejnej scysji między nimi dwiema. Emily wraca do szkoły, ale tylko Allison uczestniczy w jej zajęciach, które stają się okazją, aby opowiedzieć o problemach w porozumieniu z matką. |                          |                      |
| 19 | Casus Belli              | 18 kwietnia 2007     |
| Ludzie z New Bern przywożą do Jericho wiatraki, jednak kilku mieszkańców Jericho, m.in. Eric, nie wraca zgodnie z planem. Jake z Hawkinsem postanawiają przeniknąć do New Bern w poszukiwaniu brata Jake'a. Okazuje się, że Eric odkrył fabrykę broni, a New Bern zamierzają zaatakować Jericho, aby zdobyć jedzenie. Jake odkrywa plany New Bern, jednak zostaje złapany i trafia do więzienia, gdzie spotyka swojego brata. |                          |                      |
| 20 | One If by Land           | 20 kwietnia 2007     |
| Dale zawiera umowę z New Bern w sprawie przejęcia kopalni soli. Gray nie godzi się na to i wywiązuje się strzelanina, w której ginie kilka osób. Johnston odwiedza New Bern, po tym jak dowiaduje się, że jego synowie zostali tam aresztowani. W międzyczasie Hawkins, organizując próbę odbicia Jake'a i Erica z więzienia, wysadza fabrykę broni. Dzięki powstałemu zamieszaniu Johnston, Hawkins, Jake i Eric uciekają z New Bern. |                          |                      |
| 21 | Coalition of the Willing | 2 maja 2007          |
| New Bern żąda od Jericho 7 farm, jednak po odmowie rozpoczyna ostrzeliwanie miasta z moździerzy. Burmistrz Gray, wbrew opinii Johnstona, Jake'a i Erica, wydaje rozkaz natychmiastowego ataku na ostrzeliwujące miasto moździerze, w wyniku czego ginie kilku ludzi z Jericho, a cel nie zostaje osiągnięty. Emily prosi Jonah o pomoc, który ze swoją ekipą pomaga zniszczyć dobrze chronione stanowisko moździerzowe. Jonah, wbrew umowie z Emily, zabiera całą przechwyconą od New Bern broń. W wyniku straty kilkudziestu ludzi, New Bern wypowiada wojnę Jericho. Hawkins udostępnia broń ze swojego arsenału mieszkańcom miasta i przekonanym przez Dale'a uchodźcom, którzy postanawiają przyłączyć się do obrony Jericho. |                          |                      |
| 22 | Why We Fight             | 9 maja 2007          |
| Mieszkańcy Jericho przygotowują się do odparcia ataku armii New Bern. Postanawiają bronić się na terenie farmy Stanleya. Uznaną za zmarłą Heather zostaje znaleziona ranna na drodze przez Marines. Odzyskuje przytomność w obozie wojskowym. Nad obozem powiewa zmodyfikowana flaga USA - z pionowym układem biało-czerwonych pasów i gwiazdami na planie koła. Heather informuje dowódcę obozu o napiętej sytuacji między Jericho a New Bern. Valente wysyła wojsko do Jericho pod pozorem poszukiwania terrorystów. Mieszkańcom Jericho udaje się odeprzeć pierwszy atak New Bern, dzięki temu, że Hawkins nawiązuje połączenie z wojskowym satelitą i posiada bieżące informacje o siłach oraz ruchach nieprzyjaciela. Podczas walki ginie Johnston Green. Hawkins zauważa pociąg z New Bern zbliżający się do Jericho. Liczna armia New Bern ponownie atakuje Jericho. Nad głową Hawkinsa, który próbuje zatrzymać pociąg, przelatuje grupa śmigłowców kierujących się w stronę Jericho. |                          |                      |

### Sezon 2 (2008)
| 1       | Reconstruction        | Rekonstrukcje            | 12 lutego 2008 |
| wkrótce |                       |                          |                |
| 2       | Condor                | Kondor                   | 19 lutego 2008 |
| wkrótce |                       |                          |                |
| 3       | Jennings & Rall       | Jennings i Rall          | 26 lutego 2008 |
| wkrótce |                       |                          |                |
| 4       | Oversight             | Nadzór                   | 4 marca 2008   |
| wkrótce |                       |                          |                |
| 5       | Termination for Cause | Wypowiedzenie dla sprawy | 11 marca 2008  |
| wkrótce |                       |                          |                |
| 6       | Sedition              | Bunt                     | 18 marca 2008  |
| wkrótce |                       |                          |                |
| 7       | Patriots and Tyrants  | Patrioci i tyrani        | 25 marca 2008  |
| wkrótce |                       |                          |                |